# Masatoshi Kushibiki
Masatoshi Kushibiki (櫛引 政敏 Kushibiki Masatoshi?,  Aomori, 29 de enero de 1993) es un futbolista japonés que juega como guardameta en el Thespakusatsu Gunma.

## Selección nacional
Fue elegido para integrar la selección de fútbol sub-23 del Japón para los Juegos Olímpicos de Verano de 2016.

## Clubes
| Club                     | País  | Año       |
| ------------------------ | ----- | --------- |
| Shimizu S-Pulse          | Japón | 2011-2017 |
| Kashima Antlers (cedido) | Japón | 2016      |
| Fagiano Okayama (cedido) | Japón | 2017      |
| Montedio Yamagata        | Japón | 2018-2021 |
| Thespakusatsu Gunma      | Japón | 2022-     |

## Palmarés

### Títulos nacionales
| Título             | Club            | País  | Año  |
| ------------------ | --------------- | ----- | ---- |
| J1 League          | Kashima Antlers | Japón | 2016 |
| Copa del Emperador | Kashima Antlers | Japón | 2016 |